# Clerodendrum kiangsiense
Clerodendrum kiangsiense là một loài thực vật có hoa trong họ Hoa môi. Loài này được Merr. ex H.L.Li mô tả khoa học đầu tiên năm 1944.